# Opernhaus Wuppertal

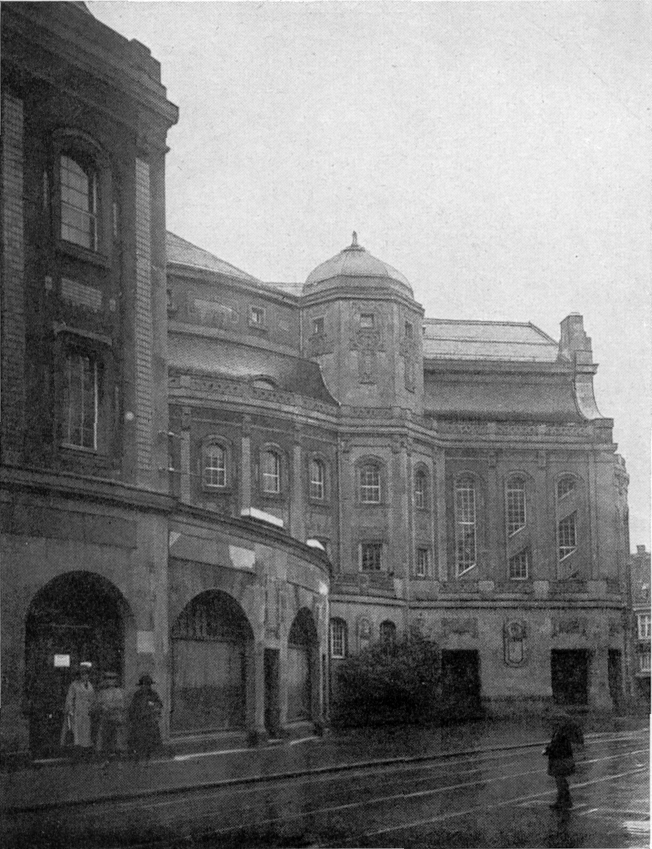
Le bâtiment en 1905.

L'Opéra de Wuppertal (Opernhaus Wuppertal) est un théâtre allemand situé à Wuppertal, en Rhénanie-du-Nord-Westphalie. 
Il accueille principalement des représentations d'opéra, mais aussi de pièces de théâtre, gérées par la compagnie municipale Wuppertaler Bühnen (en). Le bâtiment sert également de lieu de représentation pour les spectacles de danse de la compagnie Tanztheater Wuppertal, fondée par Pina Bausch. Le bâtiment a été construit en 1905 sur un projet de Carl Moritz (de) sous le nom de Stadttheater Barmen (« Théâtre municipal de Barmen »). 
Partiellement reconstruit après avoir été gravement endommagé pendant la Seconde Guerre mondiale, il a été restauré de 2006 à 2009. Situé au cœur de Wuppertal-Barmen, il est desservi par le train suspendu de Wuppertal et la gare de Wuppertal-Barmen (en).

## Histoire
Le bâtiment d'origine était le Stadttheater Barmen (« Théâtre municipal de Barmen »), un théâtre polyvalent pour l'opéra et le théâtre, construit en 1905  avant la fusion de Barmen avec Wuppertal. Conçu par l'architecte Carl Moritz (de) dans un style s'inspirant du néo-baroque et du Jugendstil, il fut achevé en 1907. Le théâtre est gravement endommagé lors d'un raid aérien de la Seconde Guerre mondiale, dans la nuit du 30 mai 1943, qui détruisit entièrement la salle et endommagea également la scène. Il est reconstruit de 1954 à 1956, mais avec des éléments Jugendstil restreints que le chef de projet qualifia de « schwerverdauliche Formensprache » (un langage formel difficile à assimiler). Le théâtre rouvrit ses portes le 14 octobre 1956, l'un des premiers théâtres allemands endommagés par la guerre à reprendre ses activités, avec une représentation de gala de Mathis der Maler de Paul Hindemith. 

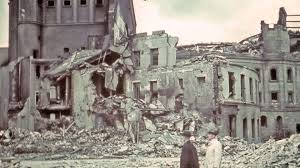
Wuppertaler Opernhaus nach den Bombenangriffen 1943

Le théâtre est agrandi dans les années 1970 et rénové de 2006 à 2009. Depuis 1989, le bâtiment est protégé en tant que monument architectural.

## Premières et reprises
Les premières mondiales incluent Yvonne, Prinzessin von Burgund (en) (« Yvonne, princesse de Bourgogne ») de Boris Blacher, d'après la pièce de Witold Gombrowicz, qui a débuté le 15 septembre 1973. Die fünf Minuten des Isaak Babel (Les cinq minutes d'Isaac Babel) de Volker David Kirchner, sous-titré Un requiem scénique, créé le 19 avril 1980, dirigé par Hanns-Martin Schneidt et mis en scène par Friedrich Meyer-Oertel. La première représentation intégrale de Kyberiade, un opéra de Krzysztof Meyer basé sur les récits de La Cyberiade de Stanisław Lem, est mis en scène le 11 mai 1986. Erinys, Threnos de Kirchner en deux parties d'après l'Orestie d'Eschyle est créé le 15 avril 1990. Un opéra commandé, Gormenghast d'Irmin Schmidt sur un livret de Duncan Fallowell, est créé le 15 novembre 1998. 
L'Opernhaus Wuppertal est connu pour ses reprises d'opéras qui ne font pas partie du répertoire standard, ou qui n'y figurent plus depuis très longtemps. Le Ritorno d'Ulisse in patria de Monteverdi a été joué en 1959 dans une version d'Ernst Krenek.  Ondine, de E. T. A. Hoffman, est reprise en 1970. En 1981, Meyer-Oertel met en scène l'opéra de jeunesse de Wagner Die Feen, et en 1994, Fierrabras de Schubert, sous la direction de Peter Gülke. Au XXIe siècle, L'incontro improvviso (en) de Haydn a été interprété dans une traduction allemande sous le titre Unverhofft in Kairo le 8 janvier 2011, et Bluthochzeit de Wolfgang Fortner est repris en 2013.

## Directeurs généraux de la musique (liste partielle)
- Fritz Lehmann  (1938–1947)
- Hans Weisbach (de)  (1947–1951)
- Martin Stephani (de)  (1951–1963)
- János Kulka (de)  (1964–1975)
- Hanns-Martin Schneidt (de)  (1975–1985)
- Peter Gülke  (1986–1996)
- George Hanson (de)  (1998–2004)
- Toshiyuki Kamioka  (2004–2016)
- Julia Jones  (2016–2021)
- Patrick Hahn (de)  (depuis 2021)

## Tanztheater Wuppertal

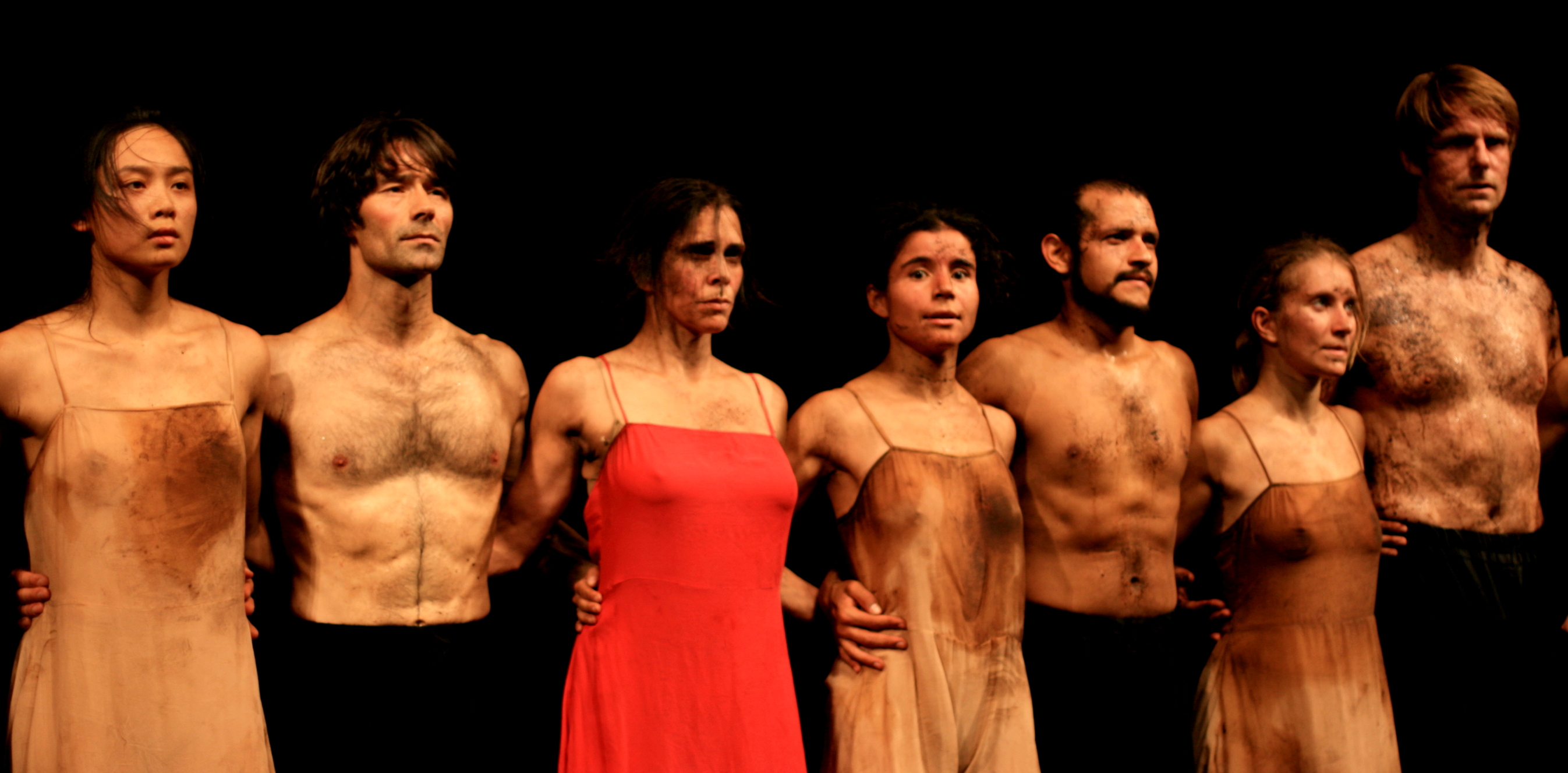
Le Sacre du printemps, Tanztheater Wuppertal, 2009

L'opéra est le siège de la compagnie de danse Tanztheater Wuppertal, fondée par Pina Bausch. Parmi les représentations notables, figurent Le Sacre du printemps (Frühlingsopfer) de 1975 sur une scène recouverte de terre, une production qui a été reprise à de nombreuses reprises ; Café Müller de 1978, dans lequel « les danseurs trébuchent sur la scène et s'écrasent sur des tables et des chaises » ; Kontakthof de 1978, interprété par un ensemble âgé de 58 à 77 ans ; et Nelken de 2005. 

### Sources
- (de) Kurt Hackenberg et Walter Schwaegermann (sous la direction de) (ill. Ruth Ebendorff), Vom Theater in Wuppertal. Ein Souvenir, Wuppertal, Born Verlag, 1957  — Publié peu après la réouverture du Barmer Opernhaus
- Siegfried Becker, Theater in Wuppertal. 50 Jahre Rückblick.  (ca. 1995).
- Joachim Dorfmüller: Wuppertaler Musikgeschichte. Born Verlag, Wuppertal 1995  (ISBN 3-87093-074-8).
- Michael Okroy, „… damit die Träume atmen können“ – Vom Stadttheater Barmen zum Opernhaus Wuppertal, Born Verlag, Wuppertal, 2009  (ISBN 978-3-87093-095-0).